# Kma – Das Gesundheitswirtschaftsmagazin
kma Klinik Management aktuell ist ein deutsches Magazin für interdisziplinäre Management-Themen rund um die Gesundheitswirtschaft. kma erscheint monatlich (10 Ausgaben pro Jahr) in einer Druckauflage von 11.000 Exemplaren.

## Verbände
kma ist das offizielle Organ folgender Verbände:
- DGIV e. V. (Deutsche Gesellschaft für Integrierte Versorgung im Gesundheitswesen e. V.)
- AKGM e. V. (Arbeitskreis für Gesundheitsökonomie und -management e. V.)
- CAMBAlumni e. V. (CA [Campus-Akademie] MBA [Master of Business Administration] lumni [Alumni] e. V.)

## Geschichte
Erstmals erschien dieses Magazin 1996 unter dem damaligen Titel „Klinik Management Aktuell“ und seit November 2004 unter dem Titel „kma“. Das Magazin wurde vom WIKOM-Verlag herausgegeben. Seit dem 1. Juli 2009 erscheint das Magazin unter dem Dach der Thieme Gruppe, die auch alle anderen Aktivitäten des WIKOM-Verlages weiterführt.